# Steinhorst (Basse-Saxe)
Pour les articles homonymes, voir Steinhorst.
Steinhorst est une commune de l'arrondissement de Gifhorn, Land de Basse-Saxe.

## Géographie
Steinhorst est traversée par la Lachte (de). La commune a des terrains protégés dans les parcs du Südheide, Drömling et Obere Lachte, Kainbach, Jafelbach.
| Eschede     | Sprakensehl   |            |
| Scharnhorst | Steinhorst    | Dedelstorf |
| Eldingen    | Groß Oesingen |            |

La commune regroupe les quartiers de Lüsche, Räderloh et Steinhorst.

## Histoire
En 1668, la réforme des droits forestiers avec les villages voisins de Bargfeld et Eldingen aboutit à des affrontements sanglants (la "Schweinekrieg", la guerre du cochon).

## Culture et attractions

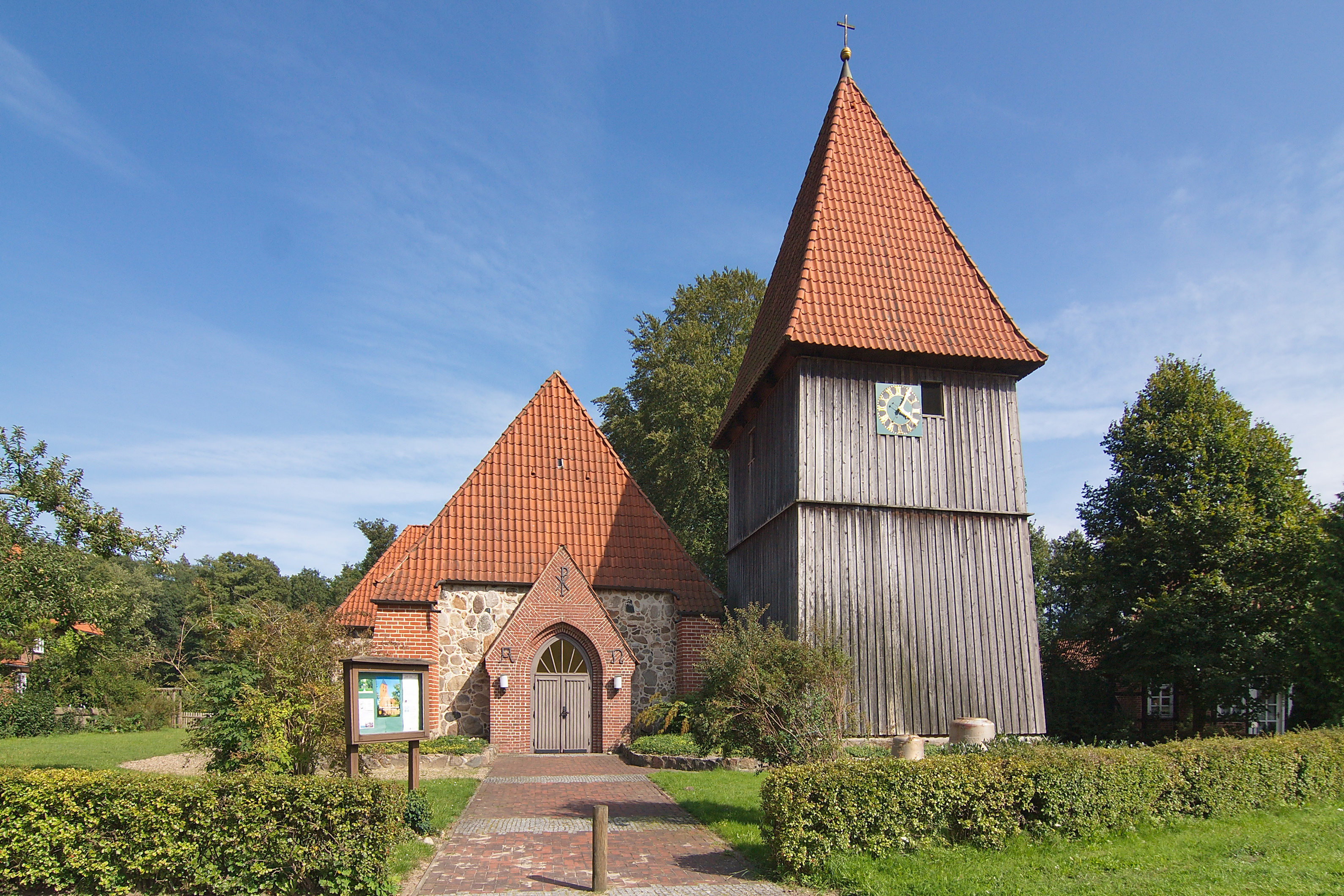
Église Saint-Georges

- Église Saint-Georges (XIIIe siècle)

## Économie et infrastructure
Steinhorst se situe sur la Bundesstraße 4 entre Brunswick et Uelzen.

## Personnalités liées à la commune
- Kurt von Hammerstein, général allemand, opposant au nazisme, est enterré au cimetière familial sis dans la commune.
- Felix Linnemann (de), président de la Fédération allemande de football de 1925 à 1945.

## Source, notes et références
- (de) Cet article est partiellement ou en totalité issu de l’article de Wikipédia en allemand intitulé « Steinhorst (Niedersachsen) » (voir la liste des auteurs).